# 1801 en littérature
| Années de la littérature : 1798 - 1799 - 1800 - 1801 - 1802 - 1803 - 1804    |
| Décennies de la littérature : 1770 - 1780 - 1790 - 1800 - 1810 - 1820 - 1830 |

Cet article présente les faits marquants de l'année 1801 en littérature.

## Événements
- 31 mars/1er avril :  Chateaubriand publie une lettre au Journal des Débats et au Publiciste pour présenter son ouvrage sur le Génie du christianisme[1].
- 28 juin : en Hongrie, l’écrivain Ferenc Kazinczy, sort de prison après 2 387 jours de captivité pour son implication dans la conjuration jacobine de 1794[2] ; il consacre sa vie à la cause du renouveau de la langue et de la littérature hongroise. Il est le chef de file des « néologistes » (nyelvújítás)[3], qui enrichissent la langue de quelque 8 000 mots[4], dont la moitié entrera dans le langage courant.

## Parutions
- Août : Charles de Villers, Philosophie de Kant : ou principes fondamentaux de la philosophie transcendantale, Metz, Collignon, 1801 (présentation en ligne), qui diffuse la philosophie de Kant en français.

- Antoine Destutt de Tracy, Projets d’éléments d’idéologie, Paris, Pierre et Firmin Didot, Debray, 1801 (présentation en ligne).

### Fictions
- Fin février-début mars : Donatien Alphonse François de Sade, Histoire de Juliette, ou les Prospérités du vice, [Paris], [Nicolas Massé], 1797 (s:L’histoire de Juliette)[5].
- Avril[1] : François-René de Chateaubriand, Atala : ou Les Amours de deux sauvages dans le désert, Paris, Migneret, 1801 (présentation en ligne).
- 6 juin : Maria Edgeworth, Belinda, London, Joseph Johnson, 1801 (présentation en ligne), roman en trois volumes.

- Robert Southey, Thalaba the Destroyer (en), Thomas Norton Longman and Owen Rees (présentation en ligne) (« Thalaba, le destructeur »), poème épique.

## Naissances
- 7 décembre : Johann Nestroy, dramaturge autrichien
- 11 décembre : Christian Dietrich Grabbe, dramaturge allemand

## Décès
- 25 mars : Novalis, poète allemand, 29 ans
- 11 avril : Antoine Rivarol, écrivain français, 48 ans
- 1er septembre : Roger Bage, écrivain anglais, 73 ans